# Недоразвит лимодорум
Недоразвит лимодорум (Limodorum abortivum) е вид растение от семейство Орхидеи (Orchidaceae). Видът се среща в България. Включен е в Приложение № 3 на Закона за биологичното разнообразие. Заплаха за съществуването на вида е унищожаването на местообитанията му и късането му за букети.

## Описание
Видът е многогодишно тревисто растение. Височината му е от 20 до 80 cm. Листата са недоразвити и не фотосинтезират. Цветовете са виолетови, с шпора, събрани в гроздовидни съцветия. Цъфти през април и май.

## Разпространение и местообитание
Недоразвитият лимодорум е разпространен в Средиземноморието и Средна Европа. В България вирее във всички фитогеографски райони от 0 до 1000 m. надморска височина. Расте в местности с широколистни гори и храсталаци.